# Lachenalia corymbosa
Lachenalia corymbosa là một loài thực vật có hoa trong họ Măng tây. Loài này được (L.) J.C.Manning & Goldblatt mô tả khoa học đầu tiên năm 2003.